# Vigor Lamezia Calcio 1979-1980
Questa voce raccoglie le informazioni riguardanti la Vigor Lamezia Calcio nelle competizioni ufficiali della stagione 1979-1980.

## Rosa
| N. |                   | Ruolo | Calciatore          |
| -- | ----------------- | ----- | ------------------- |
|    | Italia (bandiera) |       | Andreacchi          |
|    | Italia (bandiera) | C     | Sergio Asara        |
|    | Italia (bandiera) | C     | Giuseppe Benincasa  |
|    | Italia (bandiera) | D     | Giorgio Bilotta     |
|    | Italia (bandiera) | A     | Condarelli          |
|    | Italia (bandiera) | A     | Giovanni Condemi    |
|    | Italia (bandiera) |       | Fedele              |
|    | Italia (bandiera) | C     | Mario Madia         |
|    | Italia (bandiera) | C     | Elio Mesiti         |
|    | Italia (bandiera) | C     | Carlo Nasta         |
|    | Italia (bandiera) | C     | Giuseppe Palazzotto |
|    | Italia (bandiera) | D     | Claudio Parente     |

| N. |                   | Ruolo | Calciatore          |
| -- | ----------------- | ----- | ------------------- |
|    | Italia (bandiera) | D     | Vincenzino Pizzonia |
|    | Italia (bandiera) | D     | Gennaro Pulice      |
|    | Italia (bandiera) | C     | Diego Pupo          |
|    | Italia (bandiera) | P     | Gino Rulli          |
|    | Italia (bandiera) | J     | Ivan Saladino       |
|    | Italia (bandiera) | A     | Claudio Sernagiotto |
|    | Italia (bandiera) | C     | Vito Sinopoli       |
|    | Italia (bandiera) | D     | Giuseppe Spadaro    |
|    | Italia (bandiera) |       | Squillace           |
|    | Italia (bandiera) | D     | Guido Tosi          |
|    | Italia (bandiera) | C     | Giuseppe Trotta     |